# Белянкин, Лука Евдокимович
Лука Евдокимович Белянкин (1812—1874) — литератор, московский купец.

## Биография
Родился Лука Белянкин в 1812 году в семье купца. Участвовал (конторщиком, приказчиком) в деле отца, торговавшего свечами при Покровском соборе, затем в течение более 30 лет вёл дело самостоятельно. Отвлекаясь от монотонной обыденности, уносился фантазией в бурные моря и экзотические страны — писал приключенческие повести, адресованные детям и взрослым своего круга.
Умер 9 марта 1874 года в Москве в возрасте 66 лет.

### Очерки
1. «Исторические записки и сведения о Покровском и св. Василия Блаженного соборе… почерпнутые из достоверных источников»[4]
2. «Исторические записки о Фроловских, что ныне Спасские, Кремлёвских воротах…»
3. «Описание Новгородского Софийского собора, основанное на сказании древних летописцев, с приложением вернейшего снимка с изображения Господа Вседержителя, находящегося в Новгородском Софийском соборе, в главном куполе»
4. «О праздновании в Москве в честь иконы Пресвятой Богородицы, именуемой Боголюбской, с приложением очерка жизни князя Андрея Юрьевича Боголюбского»
5. «Сказание о жизни и чудесах святого блаженного Иоанна, Московского чудотворца (3 июля 1589 г.)»
6. «Великий пост и Светлое Христово Воскресение, о том, как православные христиане встречают и проводят этот великий праздник»

### Книги
1. «Думы, мысли, изречения и воспоминания в стихах и прозе»
2. «Капитан корабля Белянкин, некоторые черты из жизни моряков в их домашнем быту в корабельной каюте и на палубе во время их плаваний по морям»
3. Сборник стихотворений «Думы, мысли, изречения и воспоминания о прошлом в стихах и прозе»

### Детския литература
1. «Приключения с индейцами на необитаемых островах»
2. «Игра случая, или еще Робинсон Крузо, или еще путешественник»
3. «Рассказы туриста для детей обоего пола и возраста о происшествиях, почерпнутых им из своей жизни из похождений и воспоминаний во время кругосветного его плавания»
4. «Материнская любовь к детям, или рассказы и сказки»
5. «Золотая рыбка»
6. «Морские тайны, или рассказы пустынника, заброшенного судьбою на один из необитаемых островов Великого океана, и его с ними приключениях»
7. «Незабудка, нравственные рассказы для девочек и мальчиков с осьмью картинками»[5]
8. «Кораблекрушение, или кто на море не бывал, тот досыта Богу не молился»